# Преманчан
Преманчан (словен. Premančan) — поселення в общині Копер, Регіон Обално-крашка, Словенія. Висота над рівнем моря: 138,1 м.